# Paul Schreyer

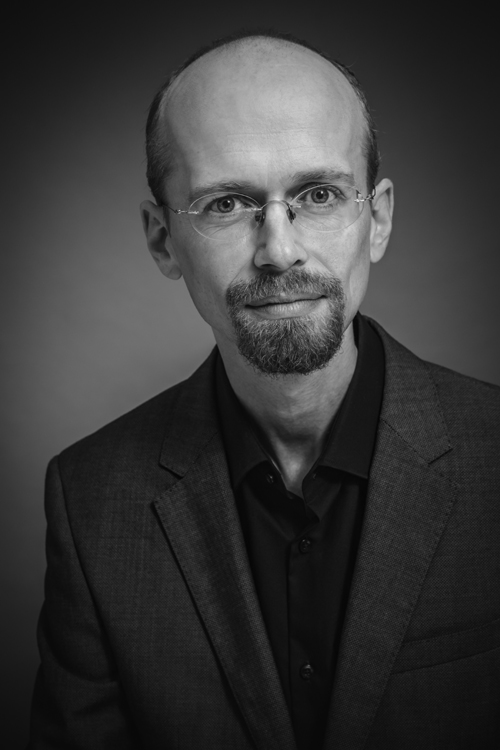
Paul Schreyer (2017)

Paul Schreyer (* 1977 in Rostock) ist ein deutscher Journalist, Publizist und Autor von Sachbüchern, darunter zwei Spiegel-Bestsellern. Er ist Mitherausgeber und Chefredakteur des Onlinemagazins Multipolar, das zu den verschwörungstheoretischen Alternativmedien gerechnet wird.

## Familie
Paul Schreyer ist der Sohn des Schriftstellers Wolfgang Schreyer (1927–2017). Im Sommer 2017 veröffentlichte er ein Interview mit seinem Vater über dessen Leben und Werk.

## Publikationen und Rezeption
Schreyer publizierte seit 2006 mehrere Sachbücher sowie zahlreiche Artikel auf Telepolis, Globalresearch.ca, KenFM, Free21, Rubikon, den NachDenkSeiten und Multipolar, einem Onlinemagazin, dessen Mitherausgeber er ist.  2019 verfasste Schreyer zwei Buchrezensionen für den WDR.
Der Journalist und Autor Matthias Holland-Letz zählt Schreyer zum Umfeld von Ken Jebsen. Schreyer schreibe wie Mathias Bröckers und Jebsen für free21, habe für die NachDenkSeiten eine freundliche Rezension des Jebsen-Gesprächsbandes von Bröckers verfasst. Außerdem sei Schreyer Interviewgast bei Jebsen gewesen. Schreyer äußere, dass er nicht alles unterschreibe, was auf KenFM laufe, aber dass sich seine und Jebsens politische Ansichten in vielen Punkten ähnelten.
In seiner Analyse zum Querfrontcharakter neuer politischer Alternativmedien urteilt der Politikwissenschaftler Markus Linden, vorgebliches Märtyrertum und missionarischer Eifer sei ihnen gemeinsam, wie auch „Sichtweisen mit verschwörungstheoretischem Charakter“ bei den Terroranschlägen vom 11. September und in Bezug auf weitere Ereignisse. Das Spektrum reiche dabei, so Linden, bis hin zu faktenorientierter Kritik, für die Wir sind die Guten von Mathias Bröckers und Paul Schreyer stehe.

### 9/11-Anschläge, 2006 bis 2013
Schreyer veröffentlichte zwischen 2006 und 2013 drei Bücher über einzelne Aspekte der Terroranschläge am 11. September 2001, die er als bislang ungeklärt betrachtet: Die Legende – Was am 11. September geschah (mit Wolfgang Schreyer), 2006, Inside 9/11 – Neue Fakten und Hintergründe zehn Jahre danach (Herausgeber: Jürgen Elsässer), und Faktencheck 9/11 – Eine andere Perspektive 12 Jahre danach, 2013.
Der Sozialwissenschaftler Andreas Anton bezeichnete 2014 die „offiziellen“ und die „alternativen“ Erklärungen gleichermaßen als „Verschwörungstheorien zum 11. September“ und stellte sie einander gegenüber. Wie andere halte Schreyer beispielsweise ein zufälliges Versagen der US-Luftabwehr, die entführten Flugzeuge rechtzeitig abzufangen, für unwahrscheinlich. Schreyer vermute eine absichtliche Verzögerung dabei und halte eine Regierungsverschwörung für denkbar. Mögliche Motive sehe er im Regierungsplan Continuity of Government und im Project for the New American Century (PNAC).
Markus Linden ordnet Schreyer zusammen mit Mathias Bröckers mit Bezug auf deren „kritische Stellungnahmen zu den vermeintlich ungelösten Fragen rund um die Terroranschläge vom 11. September 2001“ den „sicherlich intelligenteren Vertretern sogenannter Verschwörungstheorien“ zu. Beide vertreten laut Linden „gegenüber den USA eine fundamentalkritische Position“, ohne dabei „in gänzlich unseriöse Argumentationen und Mutmaßungen abzugleiten“.

### Wir sind die Guten, 2014
Schreyers mit Mathias Bröckers verfasstes Buch Wir sind die Guten (2014) behandelt unter anderem die NATO-Osterweiterung, das Assoziierungsabkommen mit der Ukraine, den Euromaidan und den Russisch-Ukrainischen Krieg sowie eine Kritik ihrer medialen Darstellung. Das Buch erreichte 2014 die Spiegel-Bestsellerliste für „Paperback Sachbücher“. Es wurde in die russische und tschechische Sprache übersetzt. 2019 erschien eine überarbeitete und erweiterte Neuauflage.
Zur Erstauflage
Brigitte Baetz (Deutschlandfunk) urteilte in ihrer Rezension vom 8. September 2014: Aus der vertretbaren Sicht gehe es nicht um Freiheit und Menschenrechte, sondern um Macht und militärische Kontrolle, seit Jahren würde die Außenpolitik der Vereinigten Staaten durch wirtschaftliche Interessen bestimmt. Damit sei Putin, etwa die Behandlung Homosexueller, nicht zu entschuldigen. Die Kritik daran sei aber unlauter, insofern das im Westen vor Kurzem noch ganz ähnlich gewesen sei und beim Verbündeten Saudi-Arabien toleriert würde. Die Mitschuld des Westens an der Eskalation in der Ukraine würde, so die Autoren, zu wenig behandelt, es fehle auch die Perspektive Russlands. Zutreffend sei die Kritik Bröckers und Schreyers am denunziatorischen Gebrauch des Schimpfworts „Putinversteher“. Hier hätten sie, so Schmid, einen wichtigen Punkt aufgegriffen, der nicht zu Unrecht auch von vielen Bürgern kritisiert werde:
 „Die plakative Art, mit der beispielsweise so unterschiedliche Blätter wie ‚BILD‘ und ‚Spiegel‘ in gleicher Manier gegen Russland Stellung beziehen und einem Krieg als Mittel der Politik das Wort reden.“  
Trotzdem leide das gut geschriebene Buch ein wenig darunter, „dass es den Spieß einfach umdreht und aus den Amerikanern nun die Bösen macht.“
Richard Zietz (Der Freitag) bezeichnete das Buch am 14. September 2014 als das richtige Buch zur richtigen Zeit. Immer mehr Bürgerinnen und Bürger hielten den "Eskalationskurs, den der Westen gegenüber Russland in Szene setzt, für verantwortungslos, europäischen Interessen schadend, politisch-moralisch einseitig und darüber hinaus höchst gefährlich." Die großen Leitmedien würden dabei dem Prinzip folgen: "mehr desselben, weiter wie bisher." Bröckers und Schreyer liefern eine schonungslose Analyse westlicher Hybris und mediale Mitverantwortung für Eskalation. Auch wenn ihre Perspektive nicht alle Facetten abdeckt, bietet das Buch essenzielle Denkanstöße für eine Debatte, die oft von Simplifizierung geprägt ist.
Ganz anders ordnete Inga Pylypchuk (Die Welt, 11. Oktober 2014) die Publikation ein: Das Buch diene in Gestalt einer Kritik an verzerrender Sprache deutscher Leitmedien der „Verbreitung einer proputinschen Rhetorik, gepaart mit einem eisernen Antiamerikanismus“. Pylypchuk wirft den Autoren vor, das „Kreml-Vokabular“ zu benutzen, etwa die abwertende Bezeichnung „grölende Punk-Tussis“ für die russische Gruppe Pussy Riot. Dazu rechnet Pylypchuk auch das Urteil, bei den revolutionären Ereignissen des Euromaidan 2013/2014 handele es sich um einen „vom Westen geförderter Putsch“. Auch die Bezeichnung des russischen Propagandasenders Russia Today als „alternative Nachrichtenquelle“ und „Junta“ für die Kiewer Übergangsregierung sei typisch für den Kreml. Noch vor der Medienanalyse stelle das Buch „Wahrheiten“ dar, „die seltsamerweise durchgehend mit denen des Kreml übereinstimmen“: Die Ukraine sei eine gespaltene oder gar keine Nation; die Annexion der Krim 2014 sei wegen des Referendums danach legitim gewesen; der US-Geheimdienst habe die Maidan-Revolution inszeniert. Logischerweise lehnten die Autoren Sympathie deutscher Medien für eine Demokratiebewegung ab, die ihnen nur als Erfindung der USA gelte. Somit verharmlose das Label „Putinversteher“ die Autoren: „Hinter diesem Wort können sich – wie hinter einer Maske – nun aktive Unterstützer der russischen Aggression verstecken und ähnlich wie der von ihnen angeklagte Westen predigen: ‚Wir sind die Guten.‘“
Markus Linden ordnete am 4. Dezember 2014 Schreyer einem Spektrum von Autoren alternativer Medien zu, die gemeinsame „Sichtweisen mit verschwörungstheoretischem Charakter“ vertreten. In diesem Rahmen beurteilt er das Buch von Schreyer und Mathias Bröckers als „argumentativ durchaus beachtenswerte Streitschrift wider die vermeintlich einseitige Berichterstattung der Medien über den Ukraine-Konflikt“ und als „faktenorientierte Kritik“. Das Buch zeige Defizite der Medienberichte zum Ukrainekonflikt auf, die auch die Öffentlichkeit wahrnehme. Es sei von Kritikern „überraschend wohlwollend“ aufgenommen worden. Es lasse Russlands Reaktionen als Folge US‑amerikanischer Aggression erscheinen und fordere von der bundesdeutschen Politik, sich nicht nur an Deutschlands „‚Schicksalsgemeinschaft‘ mit den Amerikanern“ zu erinnern, sondern auch an die geografische „Gemeinschaft mit den Russen, denen gerade die Deutschen noch etwas schuldig sind“. Damit sei das hervorragend lesbare Buch „noch einseitiger als der kritisierte Mediendiskurs“.
Klaus von Beyme bezeichnete Schreyer und andere Autoren 2016 als „Putinversteher“. Laut Beyme wehren diese sich gegen einen wahrgenommenen „‚Werteimperialismus“ und „Menschenrechtsbellizismus“, der vernebele, dass es bei den westlichen Interventionen in Afghanistan, im Irak oder in Libyen nicht in erster Linie um Menschenrechte und westliche Werte gehe, sondern um Macht- und Geschäftsinteressen im Hinblick auf Rohstoffe und Ressourcen.
Zur Neuauflage
Ulrich Schmid attestierte 2022 Schreyer und seinem Ko-Autor Bröckers in einem Gastbeitrag für die Frankfurter Allgemeine Zeitung ein „Russlandbild, das sich aus anti-westlichen Verschwörungstheorien speist“: Beide seien bislang nicht als Experten für russische Geschichte aufgefallen. Daher sei ihr Russlandbild von Phantasien geprägt, nur selten von der weltpolitischen Wirklichkeit. Leitmotivisch würden sie westlichen „Werteimperialismus“ und „Menschenrechtsbellizismus“ kritisieren, die russische Annexion der Krim würden sie dagegen als vorbildlich loben, da sie ohne Blutvergießen durchgeführt worden sei. Was sie beschreiben und als Bollwerk gegen die angeblich verderbliche Globalisierungsflut loben, sei lediglich ein „Phantom-Russland“.

### Wer regiert das Geld?, 2016
Schreyers Buch Wer regiert das Geld? Banken, Demokratie und Täuschung (2016) behandelt die Schaffung von Buchgeld und finanzwirtschaftliche Themen. Es war Spiegelbestseller Rang 13 in Ausgabe 05/2016 (Wirtschaft). Der ORF würdigte es als „Aufklärungsarbeit“, die zeige, „dass auch private Banken Geld schaffen“. Schreyer mache deutlich, „wie Geldschöpfung funktioniert und wer welchen Nutzen daraus zieht“.

Guido Speckmann (nd) betont, Schreyer leiste mit dem Buch „wichtige Aufklärungsarbeit“ und fordere staatliche Kontrolle. Er räume mit falschen Vorstellungen über das moderne Geldsystem auf und vermittle die „komplizierte Materie […] sehr verständlich und gut lesbar“. Der Blick allein auf die Geldsphäre, die „Zirkulationssphäre“, sei jedoch, unvollständig: Die Zusammenhänge des Geldsystems mit der „kapitalistischen Produktionssphäre“ müsse berücksichtigt werden. Im Fazit stellt der Rezensent fest, Schreyer wolle keine Revolution, sondern lediglich staatliches Geld, Vollgeld, was selbst der Internationale Währungsfonds diskutiere. Schreyers Kernsatz sei demnach: 
Die Macht über die Geldschöpfung gehört in staatliche Hände – auch aus demokratietheoretischen Gründen.

### Die Angst der Eliten, 2018
In seiner Rezension von Die Angst der Eliten. Wer fürchtet die Demokratie? meinte Christoph Dorner (Süddeutsche Zeitung - SZ), „der ostdeutsche Journalist“ werfe einen dezidierten Blick auf Demokratiedefizite in Deutschland und zeichne das Bild eines Landes, „das von einer Vertrauenskrise in die nächste schlittert.“ Ursache seien „die etablierten Machtstrukturen der Bundesrepublik“ und eine global operierende Geldelite. Schreyer vertrete linke Positionen, stelle aber vor allem „die Narrative infrage, mit denen politische Entscheidungen in einer repräsentativen Demokratie begründet werden.“ Schreyer habe, so Dorner, keine Berührungsängste zu fragwürdigen Alternativmedien, die Mahnungen vor der AfD würden bei ihm deshalb nicht verfangen. Schreyer glaube, die Populismus-Vorwürfe gegen die AfD dienten dem Schutz der Eliten, der Dauerstreit um Leitkultur und Islam verhindere eine „Debatte über die Ungleichverteilung der Vermögen“.
Laut Anna Ernst (Das Literarische Quartett) strebt Schreyer nach mehr direkter Demokratie. Er beklage eine „Oligarchie der Reichen in der Mitte Europas“, die Parlamente zur „Fassade diverser Machtinteressen sogenannter Eliten“ gemacht habe. Er habe entdeckt, dass sich in der belegten „Krise der Repräsentation“ eine „zunehmend neue, generelle Angst vor Demokratie“ verberge. Dies sei bundespolitisch bedeutsam.

### Chronik einer angekündigten Krise, 2020
In dieser Publikation behandelt Schreyer die Vorgeschichte der COVID-19-Pandemie. Kapitel 2 analysiert die Entwicklung der Biosicherheit und die Rolle des Centers for Health Security der Johns-Hopkins-Universität in den 1990er Jahren. Die Kapitel 3 bis 6 beschreiben Übungen und Planspiele zu befürchteten Biowaffenangriffen und Pandemien, etwa Dark Winter in den USA 2001, Atlantic Storm 2005, Clade X 2018, Event 201 von 2019. Das siebte Kapitel enthält einen Exkurs zu Population Control. Die Kapitel 8 bis 10 behandeln die Coronakrise von Januar 2020 bis zum Lockdown im März 2020. Das Buch gelangte 2020 unter die Top 20 der Jahres-Bestsellerliste des Spiegel.
Für Michael Jäger (Der Freitag) hat Schreyer „die Kette der Manöver, die es seit 1998 dazu gegeben hat und deren letztes zwei Monate vor dem Corona-Ausbruch stattfand, minutiös rekonstruiert.“
Laut Matthias Holland-Letz (nd) stellt das Buch die Coronapandemie als Inszenierung dar, um Angst und weltweite Akzeptanz für das Impfen und digitale Kontrollsysteme zu erzeugen, damit die Pharmaindustrie enorme Gewinne einfahre und „Eliten“ die Menschheit besser beherrschen könnten. Schreyer begründe dies „im Gewand des recherchierenden Journalisten“ mit Verweis auf seriöse Quellen. Er stelle geschickt Fragen und verwende Formulierungen, die „bestimmte Bilder im Kopf entstehen lassen – und so die gewünschten Aussagen transportieren“. Seine Beschreibung von Biowaffen und Schutzmaßnahmen gegen einen „Pockenviren“-Angriff lege nahe, auch der COVID-19-Virus könne als Biowaffe in Militärlabors entwickelt worden sein. Er lasse offen, ob das 2010 von der Rockefeller Foundation vorgestellte Zukunftsszenario „Lock Step“ von einer autoritären Welt nach einer Influenzapandemie eine Blaupause der Coronamaßnahmen sei. Aus der Pandemieübung Event 201, deren Auswertung im Januar 2020 nur Tage vor dem Weltwirtschaftsforum und den ersten Medienberichten zum Coronavirus erschien, folgere Schreyer zwar kein direktes Vorwissen von der Coronapandemie, halte aber für denkbar, „im Schatten eines natürlich aufgetretenen Virus“ könnte zusätzlich „eine ähnlich wirkende, aber weitaus tödlichere Biowaffe eingesetzt worden“ sein. Diese „absurde Mär“ (Holland-Letz) versuche er als realistisches Szenario zu verkaufen. Darum sei das Buch eine „Mogelpackung“ mit einem Aufklärungswert „nahe Null“. Schreyers Plädoyer für menschliches Miteinander „ohne Angst, Abstandsregeln und Masken“ sei falsch, weil die Pandemie diese Regeln erfordere, aber diese Regeln Kritik an US-Militär, Pharmaindustrie und Plänen von Herrschenden nicht verunmöglichten.
In Bezug auf Markus Lindens Urteil, Schreyer sei ein „vergleichsweise geschickter Verschwörungstheoretiker“, merkt der Politikwissenschaftler Werner Bührer an, dass Schreyer tatsächlich auf apodiktische Urteile verzichte: Zwar betone er, die von ihm zusammengetragenen Hinweise bewiesen keine bewusste Herbeiführung der Pandemie, und spreche sich gegen deren Verharmlosung aus. Im weiteren Verlauf des Buches tue er aber genau das und entwerfe ein „Schreckensszenario“, wonach spezielle Technologien im Interesse einiger Oligarchen an den demokratischen Institutionen vorbei verbindlich gemacht werden würden – was Schreyer am Beispiel der Corona-Warn-App plausibel zu machen versuche. Diese Argumentation laufe auf das bei Verschwörungstheoretikern beliebte Narrativ der „Neuen Weltordnung“ hinaus, auch wenn der Ausdruck nicht explizit auftauche. Zudem erkläre Schreyer verschwörungstheoretisches Denken „in einer Situation, die geprägt sei durch die ‚harmonische Erzählung der großen Eintracht von oben und unten‘, zu einem Mittel geistiger Notwehr“. Bührer konstatiert, Schreyer messe dem World Economic Forum, der Gates-Stiftung und unbekannten transnationalen Akteuren bei einer Steuerung der öffentlichen Wahrnehmung der Pandemie eine zentrale Rolle zu. Die Medien hätten nicht ruhig und reflektiert abgewogen. Die Aufmerksamkeit der Öffentlichkeit sei von den Interessen der Pharma-Industrie bestimmt worden.

## Klage gegen das Robert Koch-Institut
Paul Schreyer erreichte durch eine Klageandrohung gegen das Robert Koch-Institut die Herausgabe der teilweise geschwärzten Protokolle des RKI-Krisenstabs. Am 20. März 2024 wurden sie von Multipolar veröffentlicht.

## Laborthese beim BSW-Bundesparteitag 2025
In einem Grußwort zum Bundesparteitag des Bündnisses Sahra Wagenknecht (BSW) am 12. Januar 2025 in Bonn vertrat Schreyer die These, das Coronavirus SARS-CoV-2 stamme aus einem Labor in den USA. Mehrere Berichte ordneten diese These als verschwörungsideologisch ein.

## Schriften (Auswahl)
- mit Wolfgang Schreyer: Die Legende – Was am 11. September geschah. Das Neue Berlin, Berlin 2006, ISBN 978-3-360-01289-0.
- Inside 9/11 – Neue Fakten und Hintergründe zehn Jahre danach. Herausgeber: Jürgen Elsässer, Kai Homilius Verlag, Berlin 2011, ISBN 978-3-89706-399-0.
- Faktencheck 9/11 – Eine andere Perspektive 12 Jahre danach. Kai Homilius, Werder (Havel) 2013, ISBN 978-3-89706-430-0.
- Snowden und der Wandel in den deutschen Medien. Kommentar. In: Dieter Deiseroth, Annegret Falter (Hrsg.): Whistleblower in der Sicherheitspolitik. BWV Berliner Wissenschafts-Verlag, Berlin 2014, ISBN 978-3-8305-3333-7, S. 157–164.
- Erstauflage: Wir sind die Guten – Ansichten eines Putinverstehers oder wie uns die Medien manipulieren. Westend Verlag, Frankfurt am Main 2014, ISBN 978-3-86489-080-2.
- Wer regiert das Geld? – Banken, Demokratie und Täuschung. Westend Verlag, Frankfurt am Main 2016, ISBN 978-3-95471-523-7
- Die Angst der Eliten – Wer fürchtet die Demokratie? Westend Verlag, Frankfurt am Main 2018, ISBN 978-3-86489-209-7.
- mit Mathias Bröckers: Wir sind immer die Guten – Ansichten eines Putinverstehers oder wie der Kalte Krieg neu entfacht wird. Erweiterte Neuauflage, Westend Verlag, Frankfurt am Main 2019, ISBN 978-3-86489-742-9.
- Chronik einer angekündigten Krise – Wie ein Virus die Welt verändern konnte, Westend Verlag, Frankfurt am Main 2020, ISBN 978-3-86489-316-2.